# 尤金·塞尔南
尤金·安德鲁·塞尔南（英語：Eugene Andrew Cernan，1934年3月14日—2017年1月16日）曾是一位美国国家航空航天局的宇航员。他曾三次执行太空任务：双子星9A号（1966年6月），阿波罗10号（1969年5月）的登月舱驾驶员，以及阿波罗17号（1972年12月）的指令长。由于阿波罗17号是迄今为止最后一次登月任务，塞尔南也就成为了最后一个在月球上留下脚印的人。他还是双子星12号、阿波罗7号、阿波罗14号三次任务的替补团队成员。

## 生平
塞尔南出生于美国伊利诺州的芝加哥，父亲是斯洛伐克人，母亲是捷克人。塞尔南原名；他在伊利诺州的和长大。塞尔南1956年毕业于普度大学，获得了电子工程的学士学位。他被海军安排到普度的海军后备军官训练团，成为了喷气式机飞行员。塞尔南还从海军研究生院获得了航空工程硕士学位。1976年，塞尔南从航天局，并作为上校从海军退役，开始经商。
塞尔南是仅有的3名曾两次飞往月球的宇航员之一，另两人是吉姆·洛威尔和约翰·杨。塞尔南是仅有的12名曾登月的宇航员中最后离开的。塞尔南在阿波罗10号任务中曾绕月球轨道航行，并在执行阿波罗17号任务时成功登月，登月点位陶拉斯-利特罗谷。

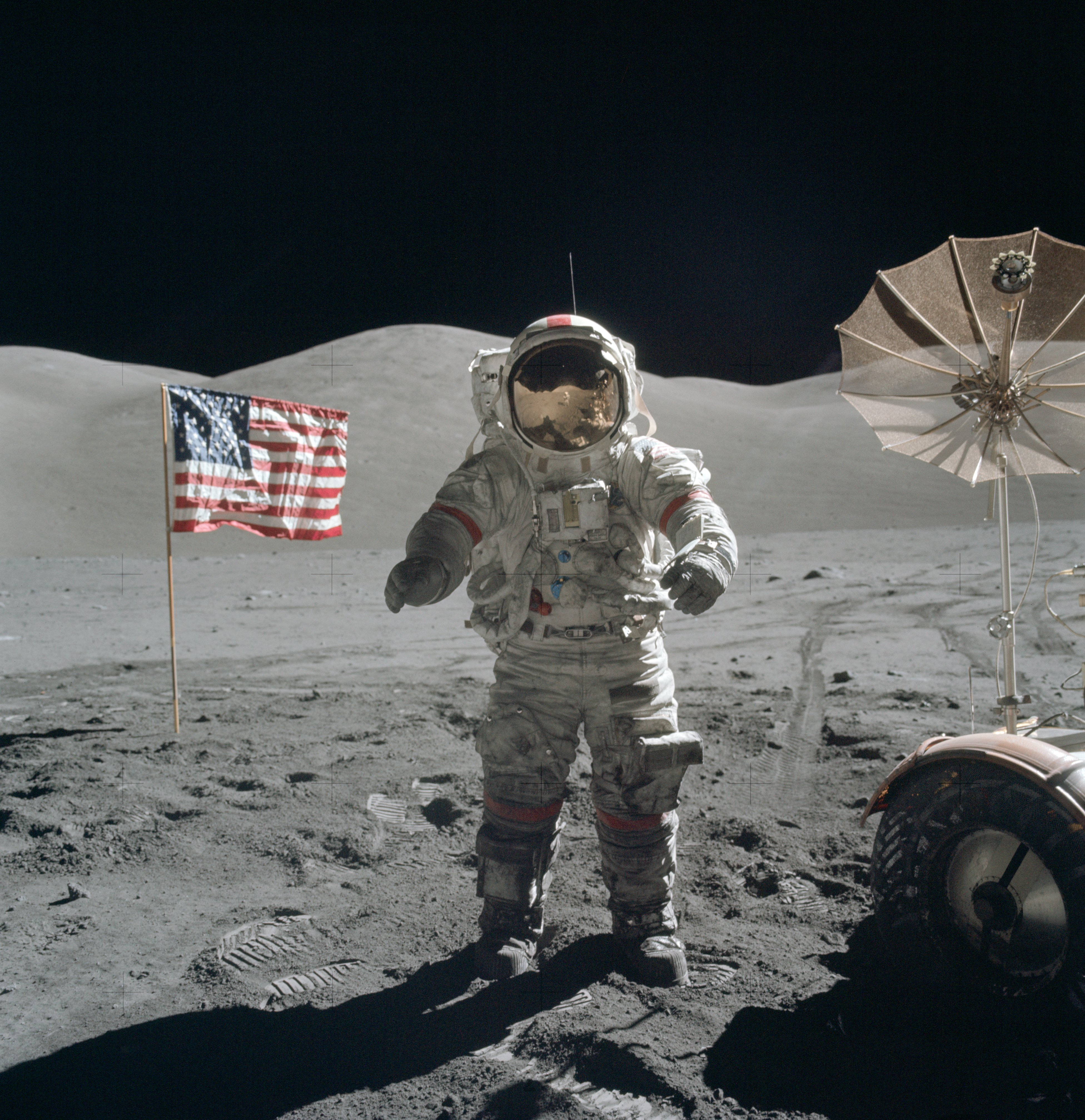
阿波罗17号第三次月表行走开始时的塞尔南

塞尔南在太空中工作过566小时15分钟，其中有73小时是在月球表面。作为阿波罗17号的宇航员，塞尔南与哈里森·施密特于1972年12月11日到14日期间一道在月球表面执行了三次舱外活动（即登月之后在登月舱之外的活动），共达22小时3分钟57秒。他们的舱外活动就已经是尼尔·阿姆斯特朗和巴兹·奥尔德林（阿波罗11号）在月表舱外活动时间的三倍。在这22小时里，塞尔南与施密特驾驶月球车行驶了35公里，花了很多时间采集了很多能够呈现月球早期历史的岩石标本。

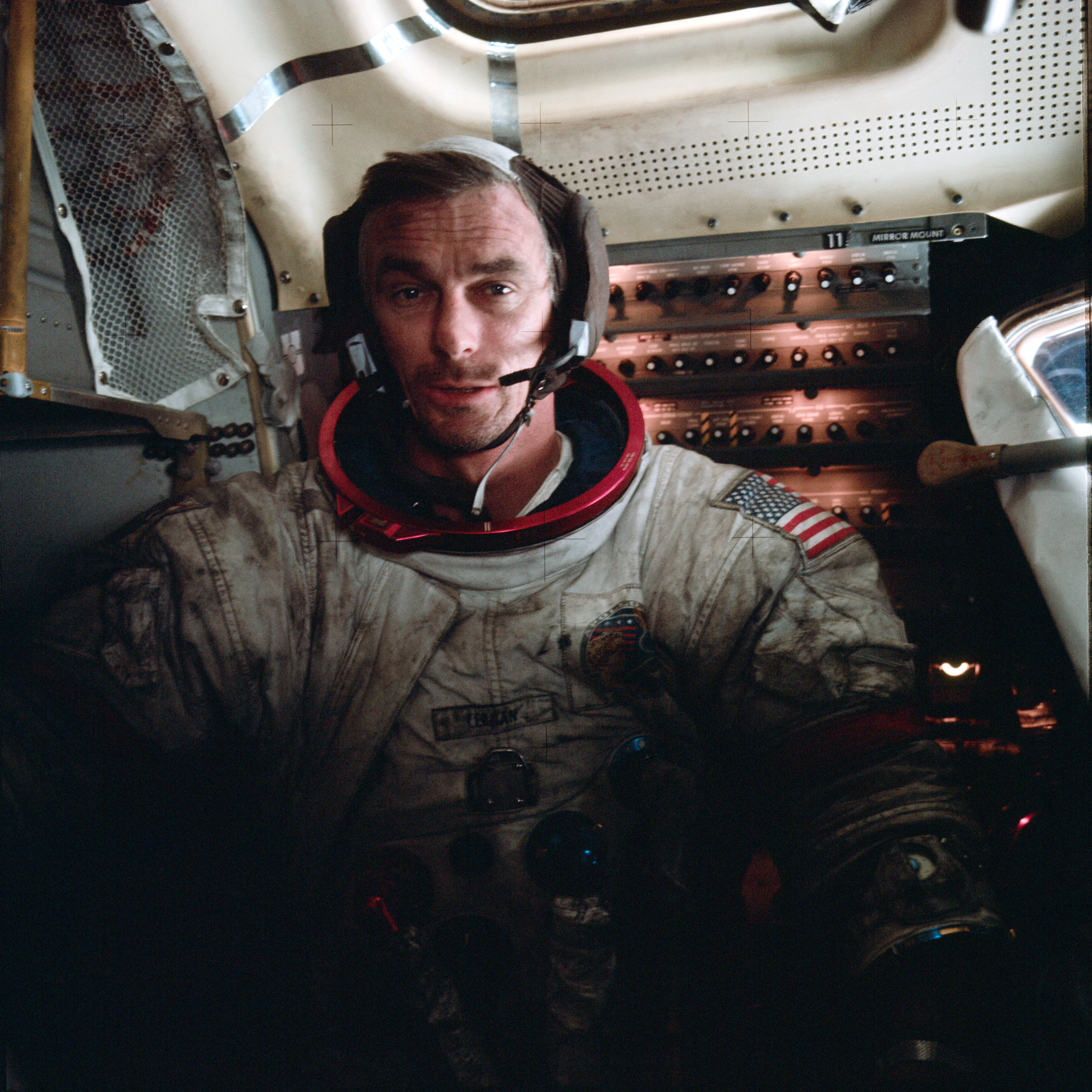
执行第三次舱外活动后，塞尔南在登月舱里

在完成任务即将返回登月舱离开之前，塞尔南作为在月球上的最后一个人说道：
在我们离开月球的陶拉斯-利特罗山谷时，我们来过这里，我们现在要离开这里；如果情况允许的话，我们还会带着全人类的和平与希望回到这里的。在我迈出离开月球的脚步时，我想说美国今日对太空的挑战将铸造人类明天的命运。愿上帝与阿波罗17号同在。
2002年，塞尔南曾对记者说道：“（我们登月的）时间过去了三十年，我不能想象自己仍然是最后一个在月球上留下脚印的人，坦白地说，我对此非常失望。”
此外，塞尔南、托马斯·斯塔福德和约翰·杨还保持着迄今为止人类飞行的最快速度记录；三人于1969年5月乘阿波罗10号指令/服务舱返回地球时曾达到每小时39897公里的速度。
塞尔南也是《月球上最后一人》（The Last Man on the Moon）一书的作者，这本书记述了他参与阿波罗计划的回忆录。在1998年的连续短剧《从地球到月球》中，塞尔南由丹尼尔·休·凯利扮演。

## 注释

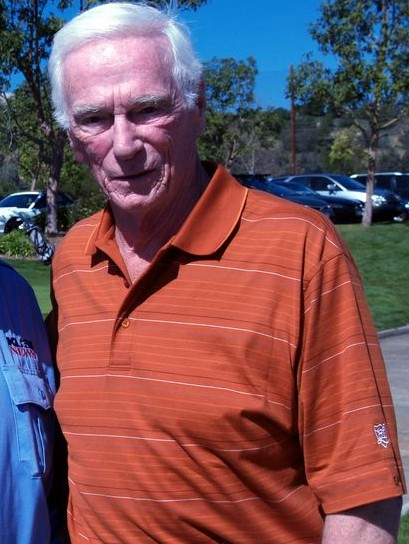
尤金·塞尔南 2009